# كمبوري
الكَمْبوري هو تجمع محلي أو إقليمي للوحدات الكشفية لمدة التخييم والأنشطة المشتركة. على غرار الكمبوري يقام المخيم في كثير من الأحيان ويسحب الوحدات من الأمة أو العالم بأسره. 